# Murallas Reales de Ceuta
Las Murallas Reales de Ceuta son un conjunto monumental de la ciudad autónoma de Ceuta, España. La ciudad ya había sido amurallada por los romanos. En el siglo X se construyeron nuevas murallas. Se reconstruyeron en el siglo XVI. En el siglo XVIII se construyó junto a ella un cuartel fortificado, que en la actualidad es el Parador Nacional La Muralla.

## Historia
La ciudad ya había sido amurallada por los romanos. Abderramán III comenzó la construcción de unas nuevas murallas en el istmo en el 957. Fueron finalizadas por Al-Hakam II en el 962.
Los portugueses alzaron la actual muralla entre 1541 y 1549, junto con la Baluarte de La Bandera y el Baluarte de la Coraza Alta, aprovechando los restos antiguos. Esta labor fue realizada por Miguel Arruda y Micer Benedito de Rávena.
En 1724 Jorge Próspero de Verboom diseñó un cuartel fortificado junto a las murallas para alojar cuatro batallones. En 1966 fue transformado en el Parador de La Muralla.

## Descripción
El conjunto se construyó para defender el istmo que separa la península de Almina, donde se asentaba la antigua ciudad, del continente africano.
Se divide en varias líneas defensivas, la primera está compuesta por el Baluarte de los Mallorquines, con la Puerta del Campo, el Baluarte de La Bandera, la Muralla Real, propiamente, el Baluarte de la Coraza Alta, el Espigón de La Ribera y el Foso Real, navegable para pequeñas embarcaciones, lo que acorta el camino de la bahía norte a la bahía sur de la ciudad, ya que de no existir este paso se debería rodear la península de Almina y que divide al conjunto monumental y a Ceuta en dos partes, unidas por tres puentes que lo cruzan, dos en el extremo norte y uno en el extremo sur del canal. 
La segunda línea es el Hornabeque del Frente de la Valenciana, está compuesta por el Semibaluarte de San Pedro, el Frente de La Valenciana y el Semibaluarte de Santa Ana, situándose delante la Plaza de Armas.
La tercera línea está formado por la desaparecida Contraguardia de Santiago, el Revellín del Ángulo de San Pablo, el Revellín de San Ignacio y la Contraguardia de San Francisco Javier.
Una cuarta línea, hoy desaparecida, estaba formada por las lunetas de San Luis, la Reina y San Felipe, dando al Foso de San Felipe, hoy bajo la avenida de San Juan de Dios.
Dentro de sus muros, se encuentran elementos arquitectónicos tan importantes, como la llamada Puerta Califal del siglo X.

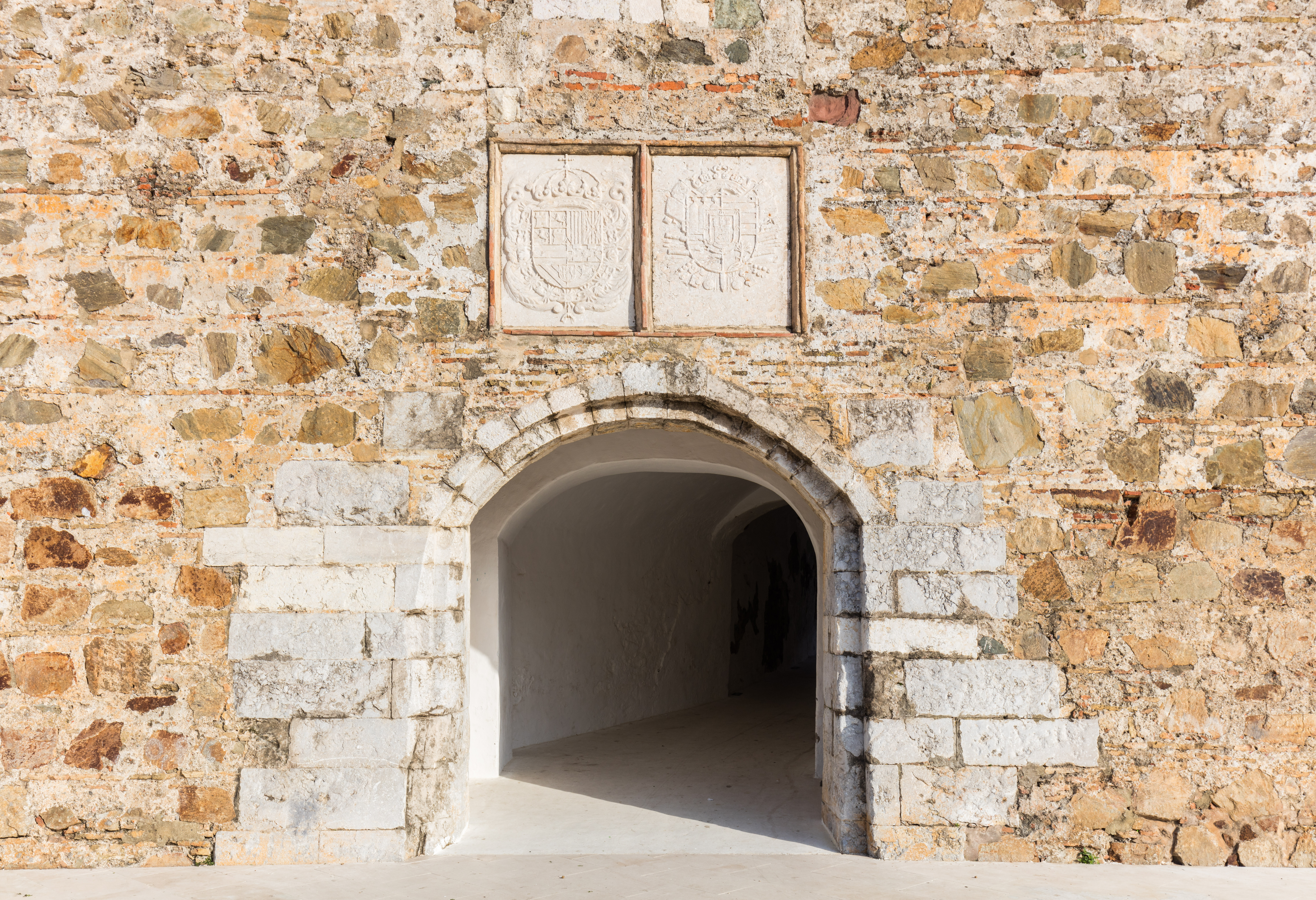
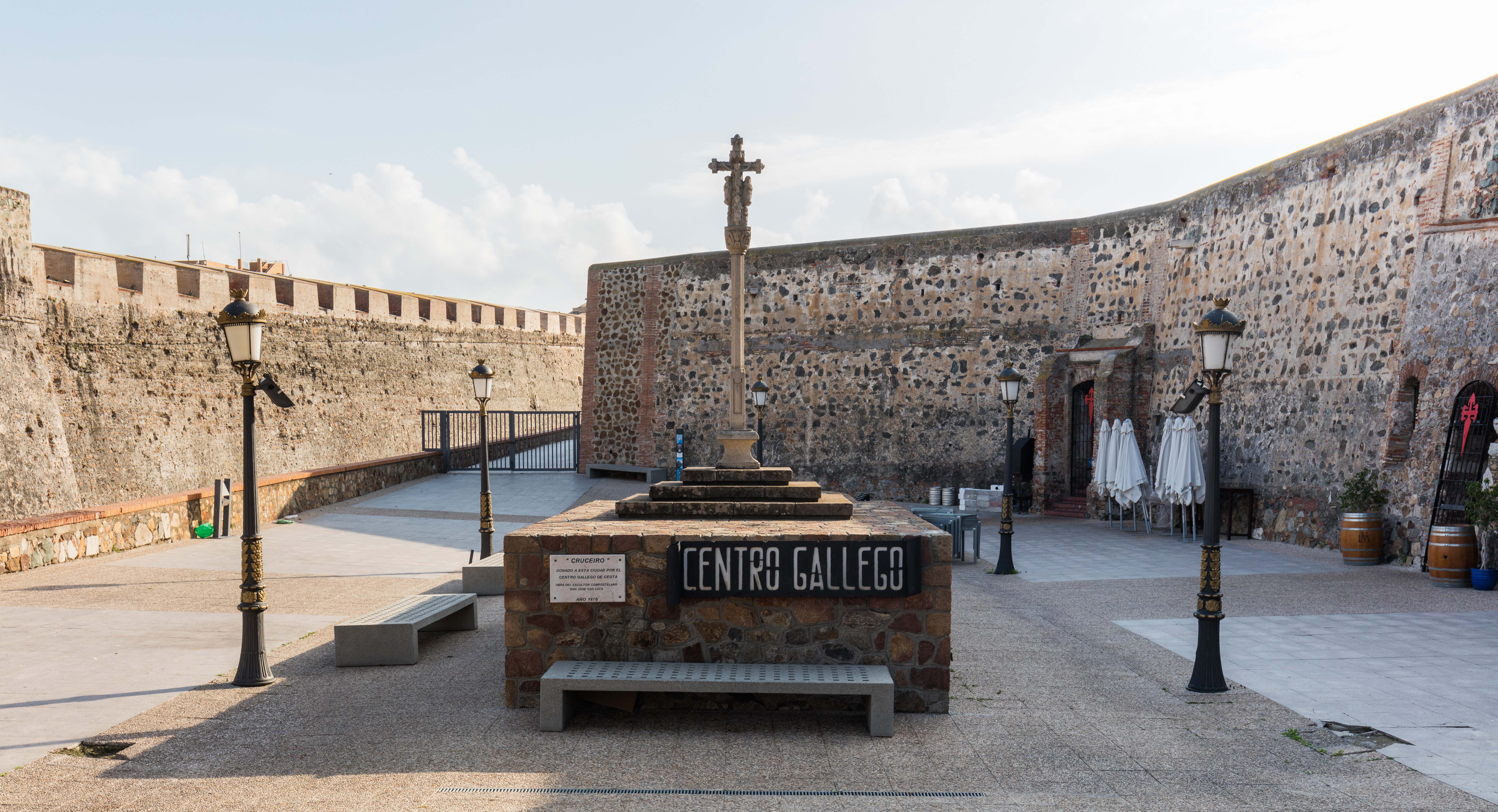
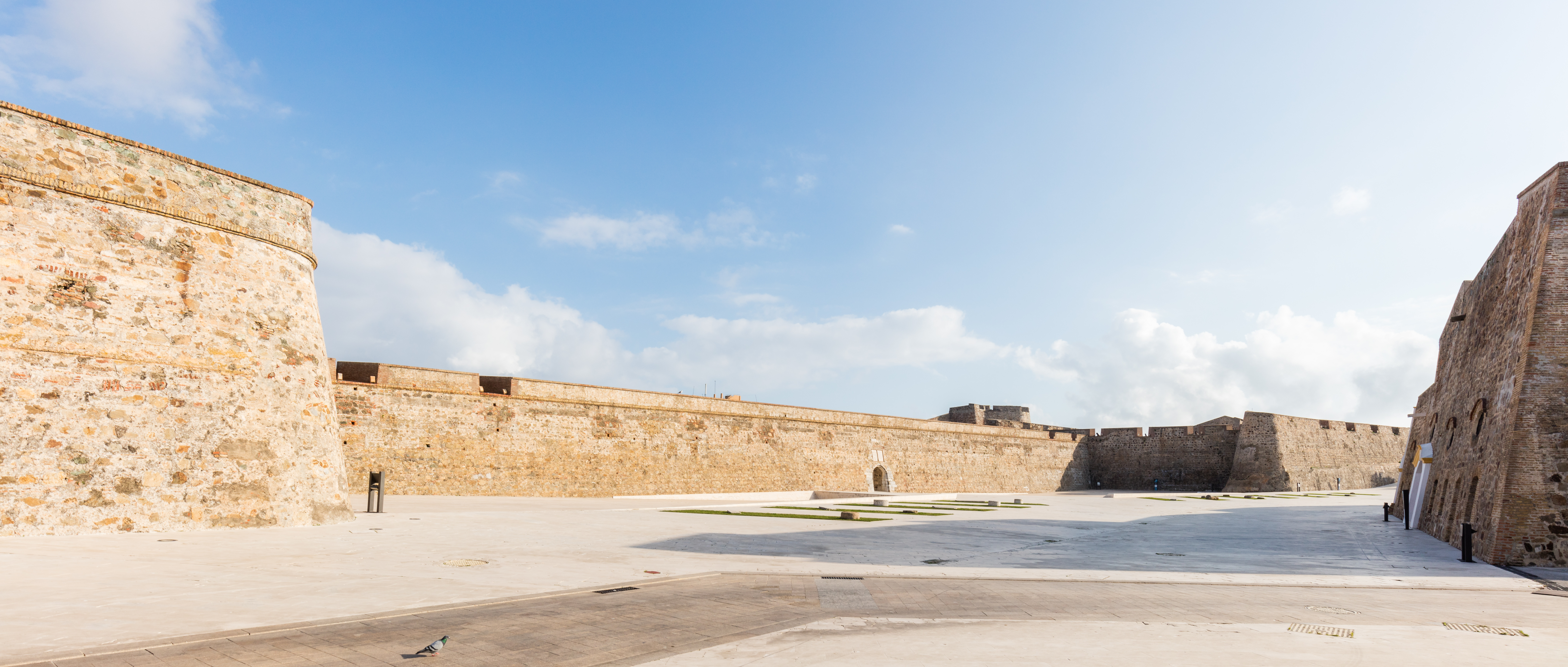
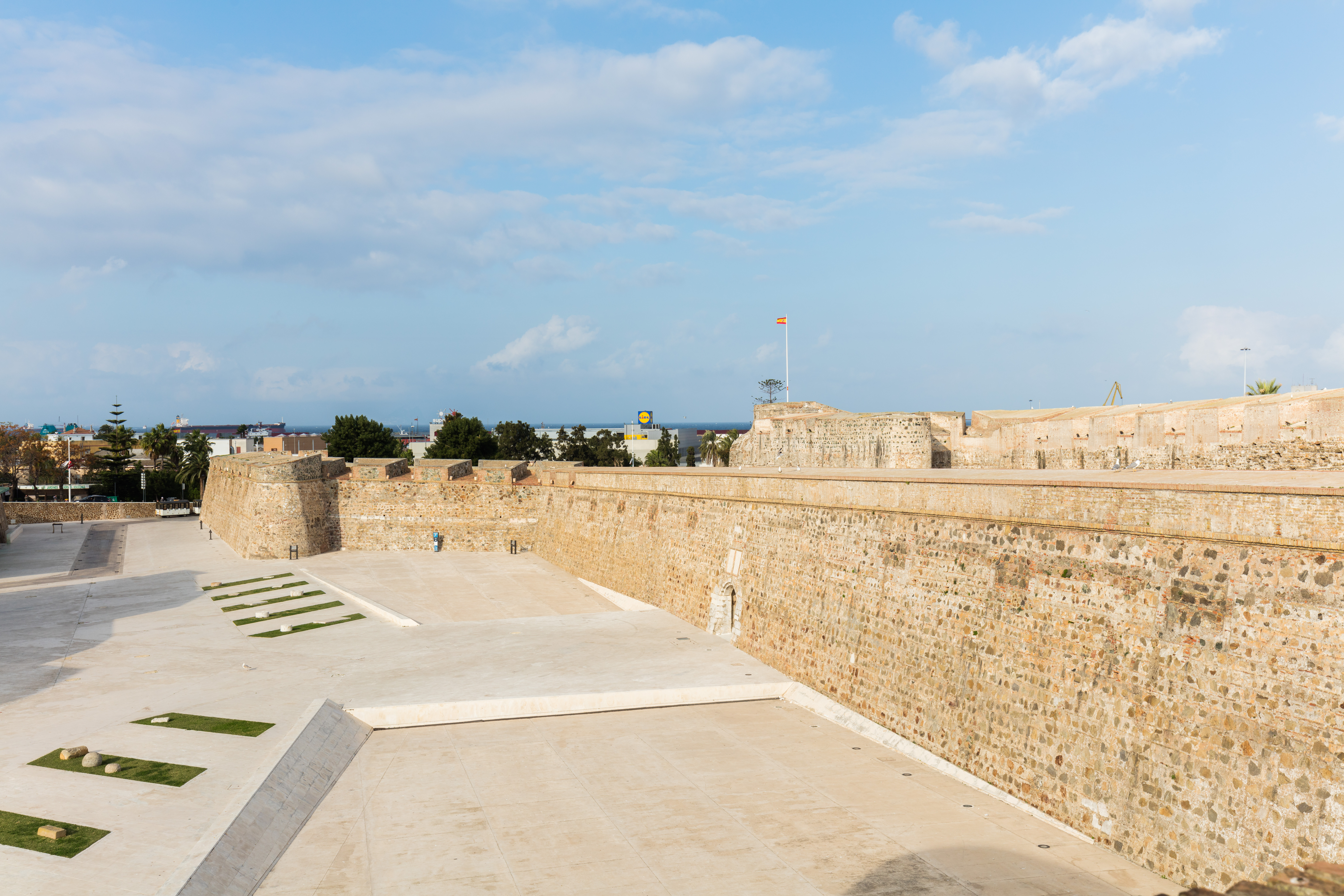
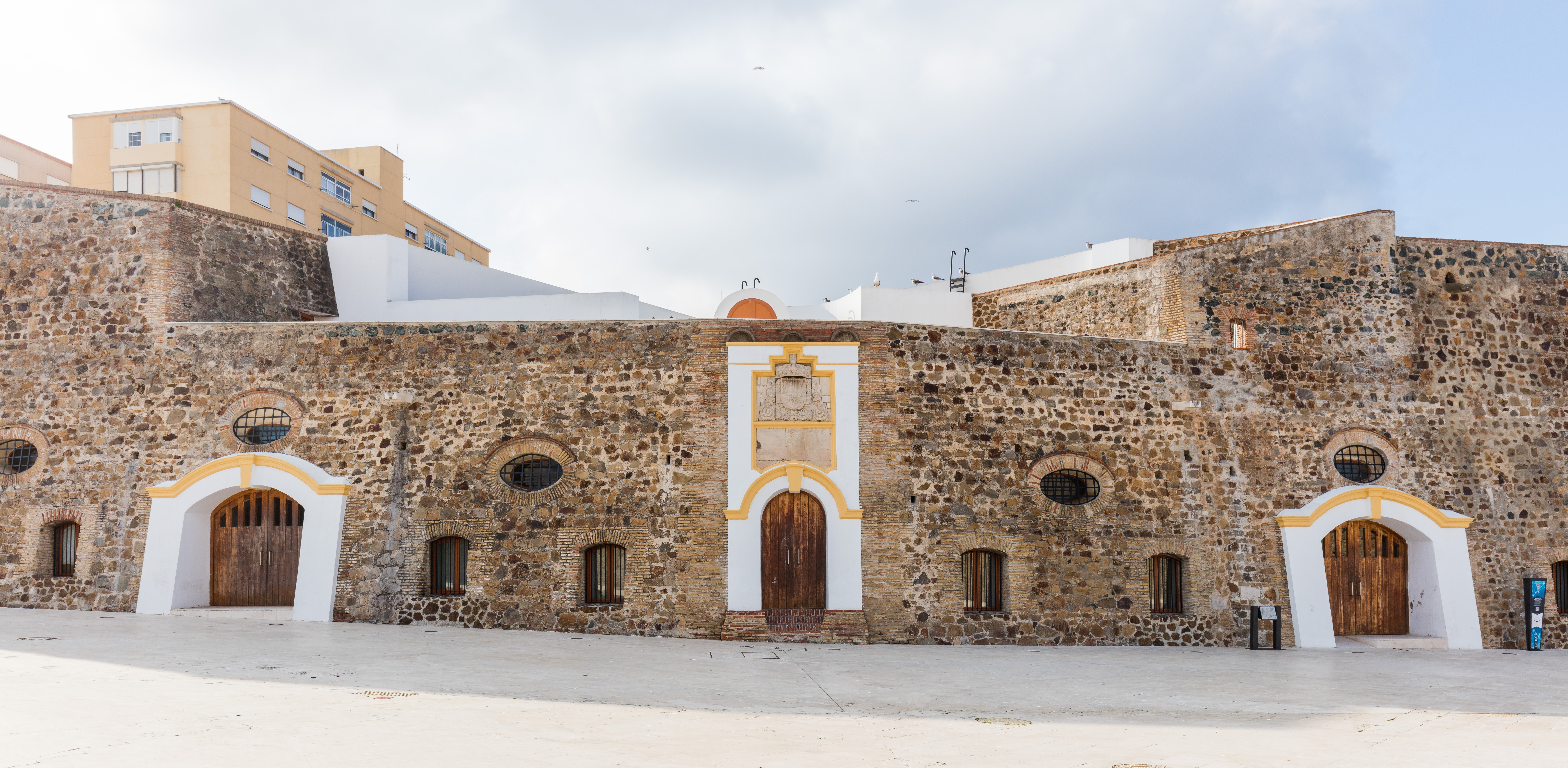
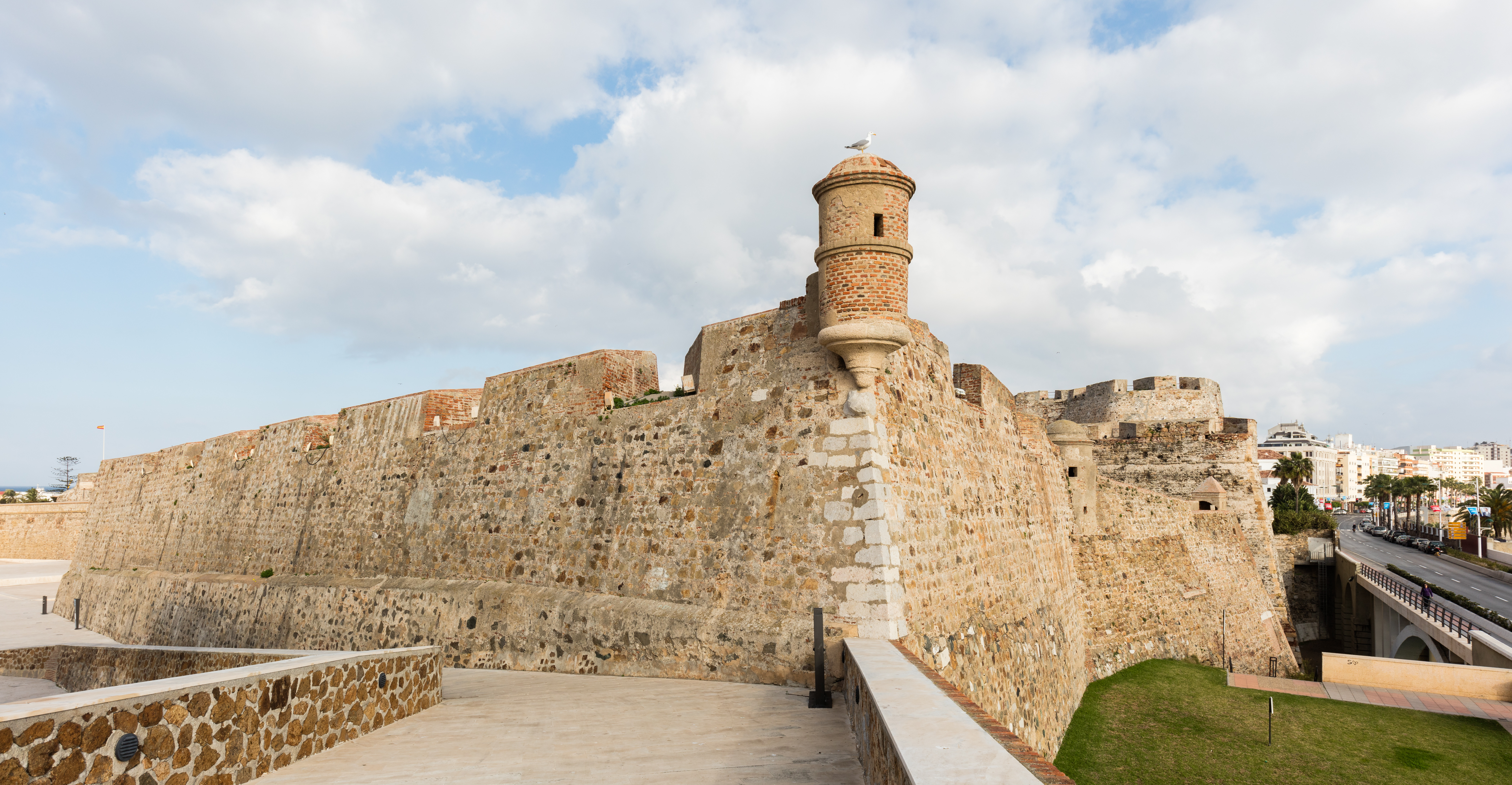
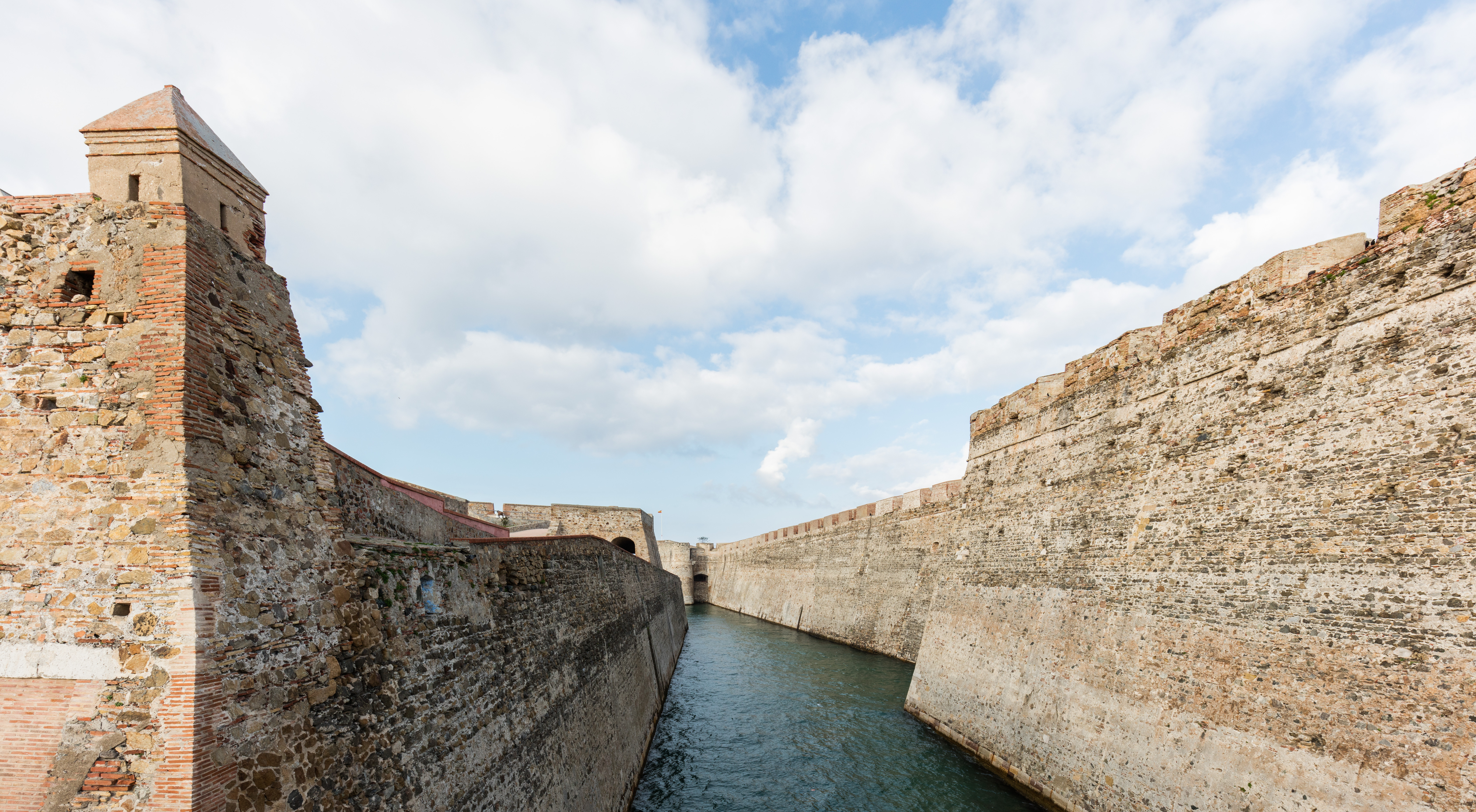
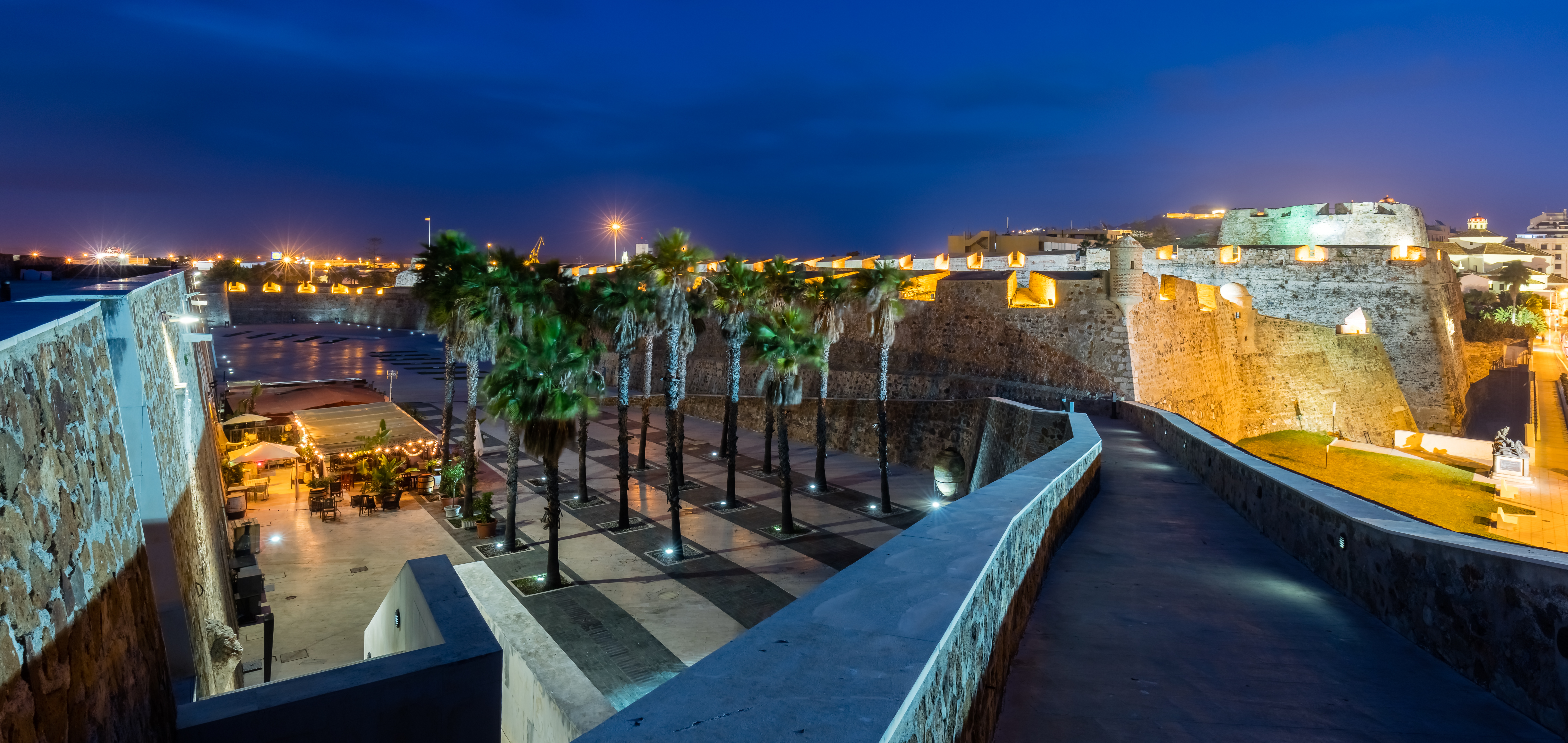
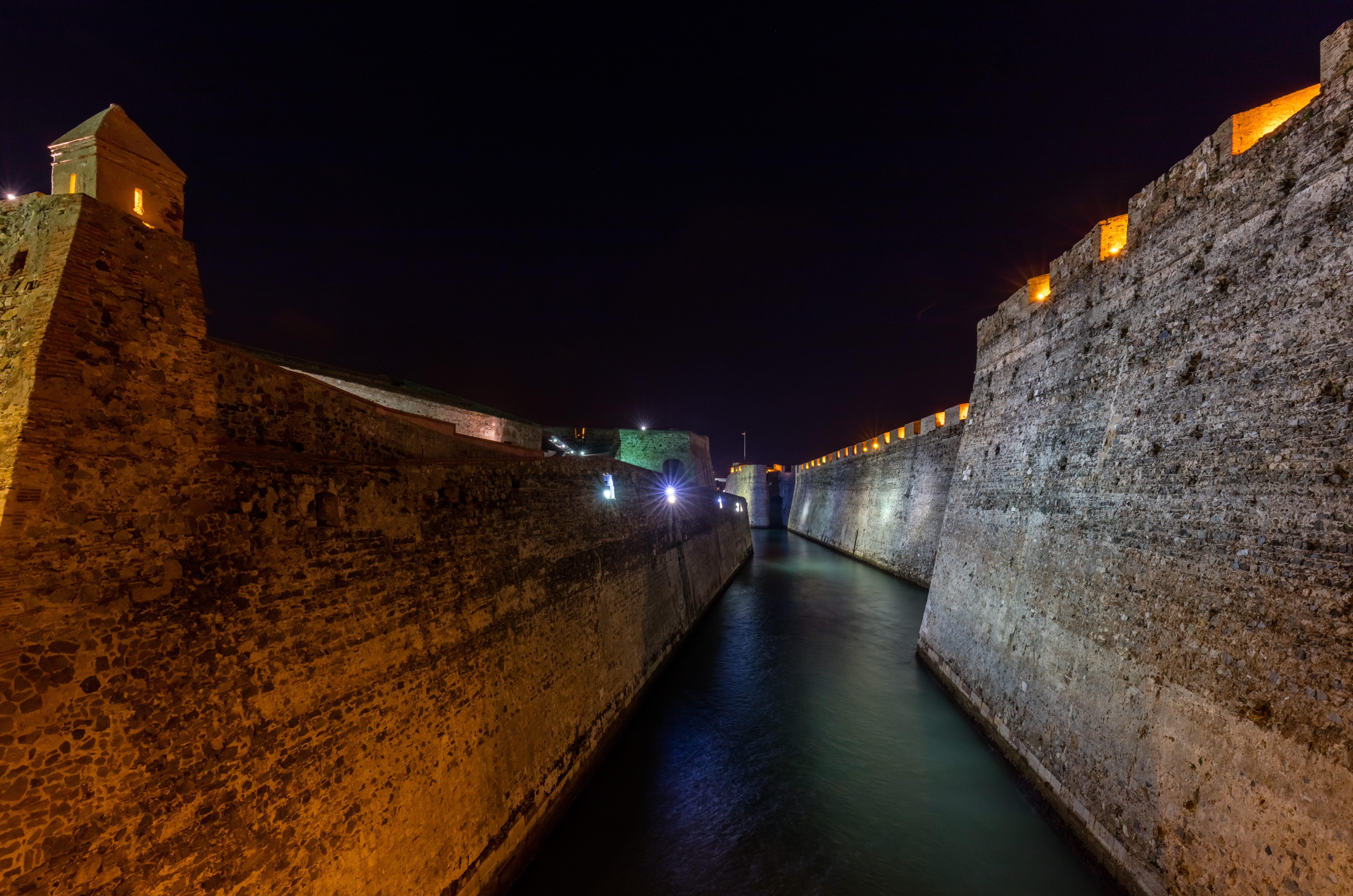